# Пологи (локомотивне депо)
Локомотивне депо Пологи (ТЧ-4 Пологи, до 2015 року — відокремлений структурний підрозділ «Локомотивне депо Пологи» державного підприємства «Придніпровська залізниця») — підприємство залізничного транспорту.
Входить до складу служби локомотивного господарства Придніпровської залізниці.
Здійснює перевезення пасажирів та вантажів, забезпечує всіх споживачів підприємства паливом і нафтопродуктами, а також виконує ремонт тягового рухомого складу залізниці.
Розташоване на станції Пологи.

## Галерея

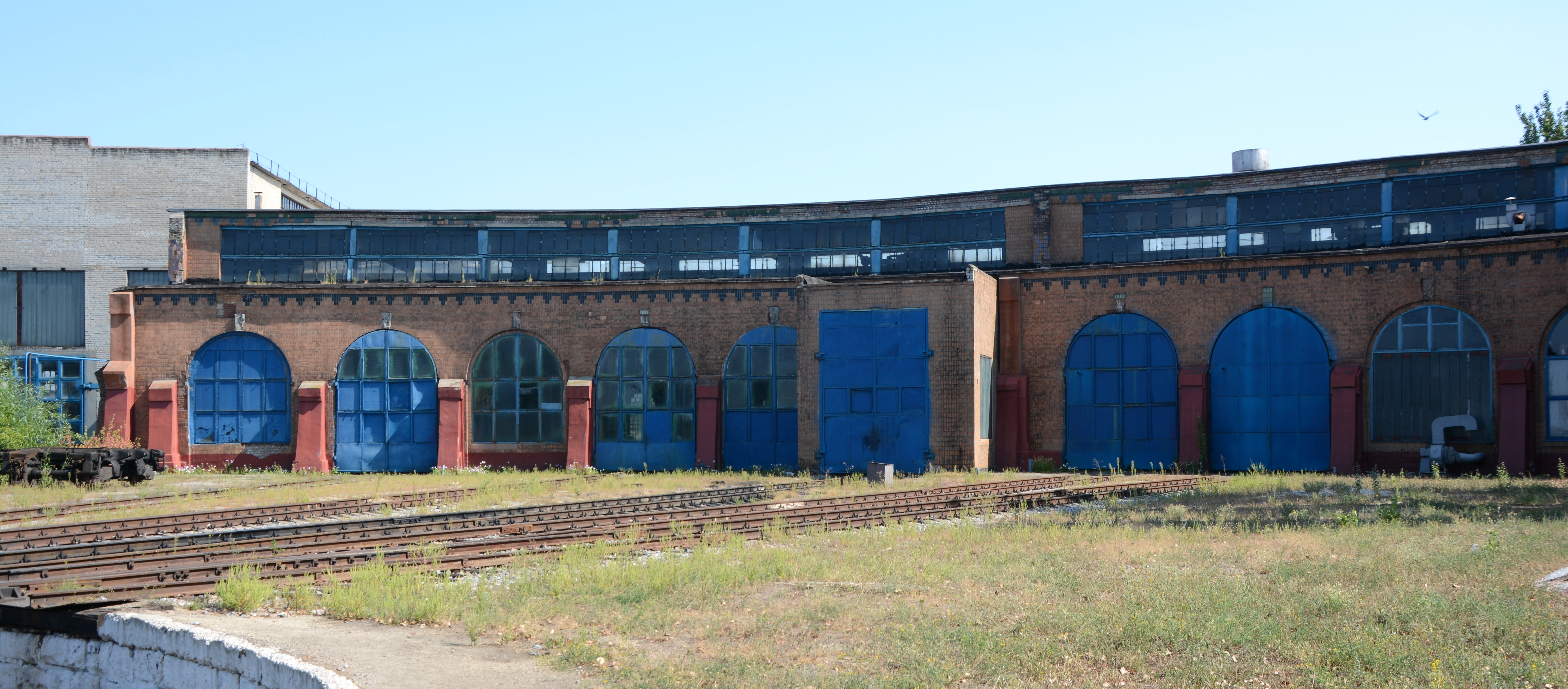
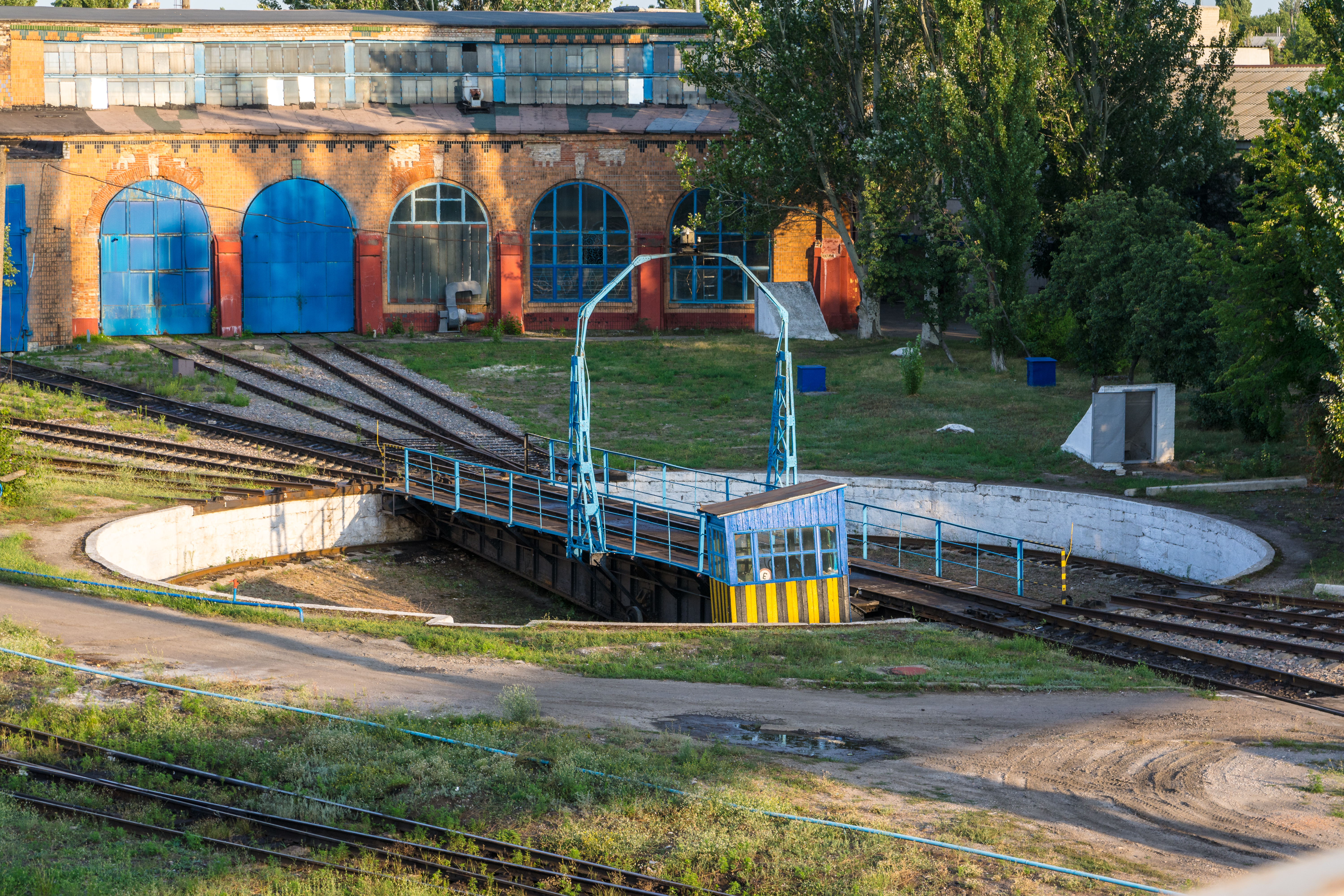
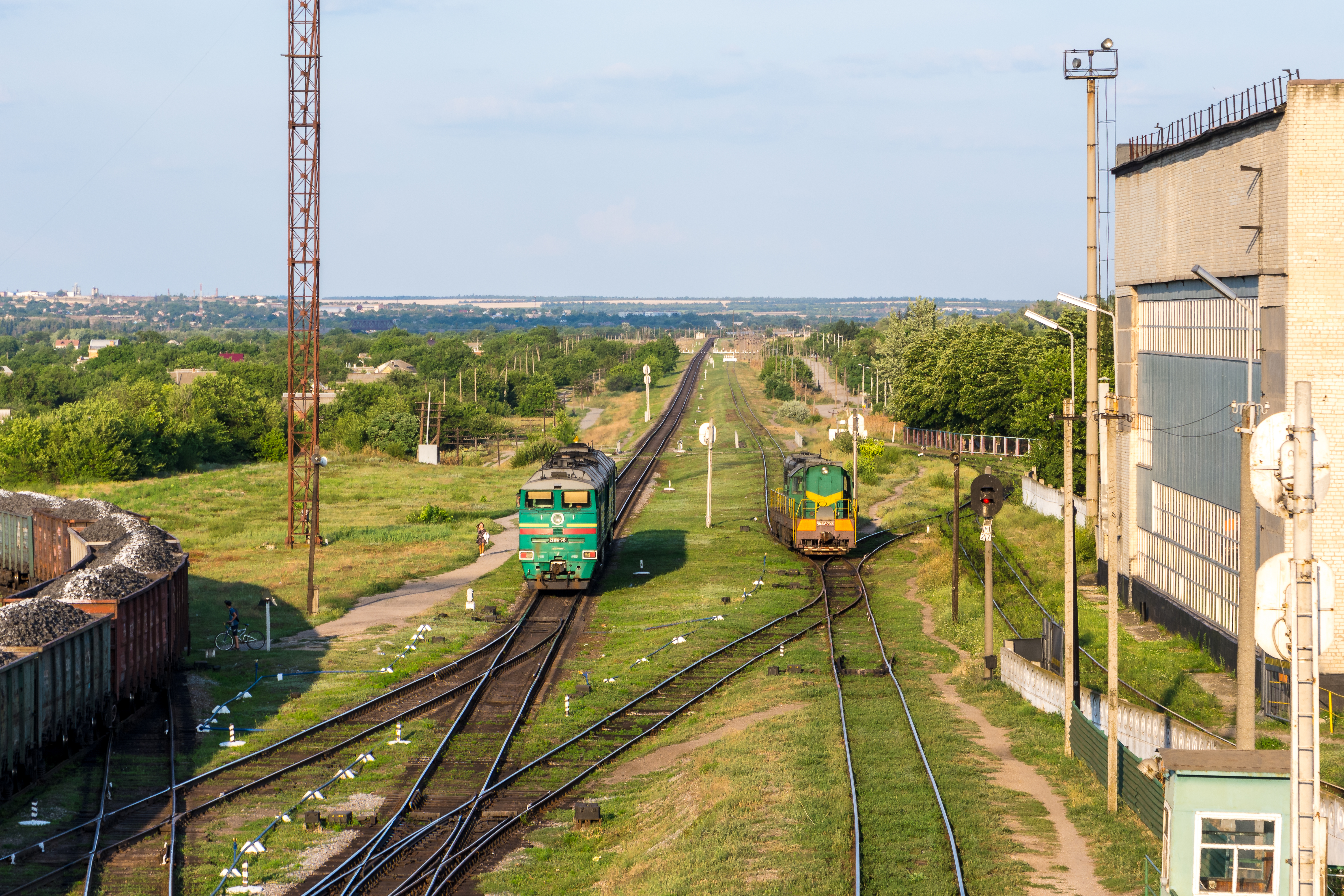

## Рухомий склад
- Тепловози 2ТЕ116, ЧМЕ3